# Secret Time
Secret Time – debiutancki minialbum południowokoreańskiej grupy Secret, wydany 1 kwietnia 2010 roku w Korei Południowej. Zadebiutował na 4 pozycji na liście Gaon Chart i sprzedał się w nakładzie ponad 10 tys. egzemplarzy.

## Lista utworów
| Nr | Tytuł                                                                     | Czas |
| -- | ------------------------------------------------------------------------- | ---- |
| 1. | "My Boy"                                                                  | 3:55 |
| 2. | "Magic"                                                                   | 3:23 |
| 3. | "Spot Light"                                                              | 3:19 |
| 4. | "Araseo Jalhaeyo" (kor. 알아서 잘해요; ang. Do As You Please)             | 3:37 |
| 5. | "I Want You Back" (Acoustic Ver)                                          | 3:55 |
| 6. | "3 Nyeon 6 Gaewol" (kor. 3년 6개월; ang. 3 Years 6 Months) (Acoustic Ver) | 3:32 |